# Пилотная серия (Чёрная метка)
Пилотная серия (англ. Pilot) — первый эпизод американского телесериала «Чёрная метка», созданного телеканалом USA Network. Серия была показана 28 июня 2007 года. Приглашенными актерами выступили Дэвид Зейес, Рэй Уайз и Дэн Мартин.
Государственного шпиона выгоняют из агентства и забрасывают в Майами, где он помогает местным жителям которые не могут довериться полиции. В первой серии, Майкл Вестен обнаруживает себя отрезанным от своих контактов и денег и соглашается помочь человеку очистить своё имя в деле о краже произведений искусств. По пути, он получает помощь от своей бывшей подруги и агента в отставке, а также увиливает от матери, которая не знает о карьере сына.

## Сюжет
На задании в Нигерии, тайный оперативник Майкл Вестен узнаёт что его «спалили». Для шпиона, это эквивалент увольнения. Палёный шпион не имеет доступов к никаким правительственным агентствам или ресурсам; его банковские счета заморожены, и его кредитная история уничтожена. Майкл едва убегает из Нигерии и просыпается, побитый, в мотеле в Майами. Чтобы выжить и узнать кто его «спалил», Майкл заручается помощью единственных оставшихся «друзей»: Фиона Гленан, бывшая оперативница ИРА которая также является его бывшей подругой, и Сэм Экс, бывший агент военной разведки, которого федералы заставляют «стучать» на Майкла. Майклу также приходится иметь дело с семьёй, от которой он убежал на другом краю света, особенно от своей матери, Мадлин Вестен, которая без ума от радости от того что её сын вернулся в родной город.
Через бывшую знакомую Майкл получает информацию о небольшой расследовательной работе: смотритель усадьбы по-имени Хавьер является главным подозреваемым в деле об украденных произведениях искусства его работодателя, Грэхама Пайна. Все улики указывают на работу «изнутри», а Хавьеру, у которого очень мало денег, некого больше просить о помощи. Когда Майкл начинает копаться поглубже, он быстро узнаёт что Пайн сам устроил ограбление и подставил Хавьера чтобы получить страховку за украденное.
Майкл показывает Пайну доказательства его вины, зная что богач просто так не сдастся. Когда Пайн и его телохранитель приходят домой в Хавьеру чтобы угрожать его сыну, Майкл устроил ловушку для них в доме Хавьера. Когда Пайн спохватывается, он ненароком ранил пистолетом своего телохранителя, а у Майкла есть достаточно доказательств чтобы послать их обоих в тюрьму за попытку похищения сына Хавьера. Майкл шантажирует Пайна чтобы он очистил имя Хавьера перед полицией и предоставил финансовую помощь Хавьеру и его сыну.
В то же время, Майкл пытается связаться со своим старым связным в правительстве, Дэном Сибельсом, который отказывается принимать его звонки. Решаясь на решительный шаг, Майкл посылает Сибельсу фальшивую бомбу чтобы привлечь его внимание. План срабатывает, и Майкл наконец получает звонок от Дэна. Тот говорит что Майкла, скорее всего, подставили, но сам Сибель ничего не может поделать. Он говорит чтобы Майкл и не думал покидать пределы Майами, иначе ФБР объявит на него охоту. Вернувшись домой, Майкл обнаруживает открытую дверь и фотографии его. Зная что это не ФБР, он озадачен. Кто-то следит за каждым его шагом. Среди фотографий, он обнаруживает сообщение: туристическая брошюра со словами — «Добро пожаловать в Майами».